# Onitis minutus
Onitis minutus là một loài bọ cánh cứng trong họ Bọ hung (Scarabaeidae).